# Lonchocarpus calcaratus
Lonchocarpus calcaratus är en ärtväxtart som beskrevs av Frederick Joseph Hermann. Lonchocarpus calcaratus ingår i släktet Lonchocarpus och familjen ärtväxter. IUCN kategoriserar arten globalt som sårbar. Inga underarter finns listade i Catalogue of Life.